# Charles Boateng (Fußballspieler, 1997)
Charles Boateng (* 28. Juli 1997 in Kumasi) ist ein ghanaischer Fußballspieler.

## Karriere
Boateng spielt mindestens seit 2015 für die West African Football Academy in der Premier League. In der Saison 2016 kam er in 20 Spielen zum Einsatz und erzielte dabei fünf Tore.
Im Januar 2017 wurde er in die USA an den zweitklassigen Verein Real Monarchs verliehen. Nach zwei Monaten im Ausland wurde sein Vertrag wieder aufgelöst und er kehrte zur WAFA zurück.
Im Sommer 2018 absolvierte Boateng ein Probetraining beim österreichischen Bundesligisten Wolfsberger AC, wurde schlussendlich jedoch nicht verpflichtet.